# Ophiomyces
Ophiomyces is een geslacht van slangsterren uit de familie Ophiohelidae. De wetenschappelijke naam van het geslacht werd in 1869 voorgesteld door Theodore Lyman.

## Soorten
- Ophiomyces altissimus Litvinova, 2001
- Ophiomyces danielae Litvinova, 2001
- Ophiomyces delata Koehler, 1904
- Ophiomyces frutectosus Lyman, 1869
- Ophiomyces grandis Lyman, 1879
- Ophiomyces mirabilis Lyman, 1869
- Ophiomyces multispinus Ziesenhenne, 1940
- Ophiomyces nadiae Litvinova, 2001
- Ophiomyces papillospinus Litvinova, 2001